# Enicospilus borroloolai
Enicospilus borroloolai är en stekelart som beskrevs av Ian D. Gauld 1977. Enicospilus borroloolai ingår i släktet Enicospilus och familjen brokparasitsteklar. Inga underarter finns listade i Catalogue of Life.